# أ. إم. ميلر
أ. إم. ميلر (بالإنجليزية: A. M. Miller)‏ هو عالم حيوانات وجيولوجي أمريكي، ولد في 6 أغسطس 1861 في إيتون في الولايات المتحدة، وتوفي في 28 أكتوبر 1929 في بالاتكا في الولايات المتحدة.